# 9544 Scottbirney
9544 Scottbirney este un asteroid din centura principală de asteroizi.

## Descriere
9544 Scottbirney este un asteroid din centura principală de asteroizi. A fost descoperit pe 1 martie 1984 la Stația Anderson Mesa de Edward L. G. Bowell. El prezintă o orbită caracterizată de o semiaxă mare de 3,19 ua, o excentricitate de 0,10 și o înclinație de 5,9° în raport cu ecliptica.